# Parafia św. Wojciecha w Jeruzalu
Parafia Świętego Wojciecha w Jeruzalu – parafia rzymskokatolicka należąca do dekanatu siennickiego, diecezji warszawsko-praskiej, metropolii warszawskiej Kościoła katolickiego. Erygowana w 1532. Mieści się przy Rynku. Prowadzą ją księża diecezjalni.
W roku 2008 kościół parafialny obchodził 250-lecie budowy. W 2011 roku kolejnym proboszczem ustanowiono ks. Leszka Bajurskiego. W 2016 jego następcą został mianowany ks. Andrzej Wnuk, od 1 grudnia 2017 proboszczem parafii jest ks. Wojciech Olędzki.  

## Obszar parafii
W granicach parafii znajdują się miejscowości: Barania Ruda, Borki, Dębowce, Gajówka Florianów, Jeruzal, Jeziorek, Lipiny, Łukówiec, Płomieniec, Porzewnica, Topór.